# Adoxotoma justyniae
Adoxotoma justyniae är en spindelart som beskrevs av Zabka 2001. Adoxotoma justyniae ingår i släktet Adoxotoma och familjen hoppspindlar. Inga underarter finns listade i Catalogue of Life.